# Чрна на Корошкем
Чрна на Корошкем (словен. Črna na Koroškem) је градић и управно средиште истоимене општине Чрна на Корошкем, која припада Корушкој регији у Републици Словенији.
По попису становништва из 2011. године, насеље Чрна на Корошкем имало је 2.409 становника.